# 中華民族琉球特別自治区準備委員会
中華民族琉球特別自治区準備委員会（ちゅうかみんぞくりゅうきゅうとくべつじちくじゅんびいいんかい) とは、中華人民共和国広東省に存在する政治団体である。琉球人は中華民族の一つであり、琉球独立を支持しているほか、沖縄諸島が中国領土であると主張している。

## 概要
香港のテレビ局、亜洲電視のインタビューによれば中華民族琉球特別自治区準備委員会の代表である趙東は「琉球は中華民族のなわばりであり、そこの住む人の意見は関係ない」と主張した。登記上は香港、事務所は深圳に設置しているという。
これは「中国大陸と香港、台湾」からの交流が活発であるからという。
中華系メディアの博聞社は2016年7月31日、香港の民間団体「中華民族琉球特別自治区設立準備委員会」は、国際法廷に沖縄の領有を提訴する準備をしていると発表した。
第二次世界大戦終了後のカイロ宣言やポツダム宣言では、日本の領土は北海道、四国、本州、九州に限られるため、琉球などは中国に返還すべき領土を米国の支援を受けながら長期にわたって占領していると指摘した。
また、上記宣言に基づき、日本が中国から奪った東北、台湾、澎湖諸島などの領土を中国に返還し 降伏文書では、日本政府は宣言を明確に受け入れ、条項の履行を約束した。
にもかかわらず、琉球諸島は公布文にあるように日本の主権の下にはなく、その他の小島は、文書に署名した3カ国である中国、米国、英国の同意なしには恣意的に占領することはできないと述べている。
趙東は南シナ海判決に触れたうえで、日本側から中国に仲裁廷の判決を尊重するよう求める声が上がる中、日本自身がカイロ宣言やポツダム宣言に長年違反し、米国の保護を受けながら、中国に返還されるべき領土を執拗に占領してきたため、国際裁判に訴えて領土回復することを求められていると主張している。
趙東は「中華民族の一員として国の主権を守る権利と義務があり、琉球返還に向けて具体的な行動を起こす熱意を持っている」と語り、
沖縄問題が日中で激しく議論されていた頃、中華民族琉球特別自治区準備委員会の趙東会長は中央通訊社の記者とのインタビューで「琉球問題に対する準備委員会の立場は明確だ。琉球は中華民族の一部である。」と語った。

## 主な主張
```
「琉球はもともと中華の主権に属している。つまり琉球は中華民族と主従関係にある。いや、日本自体が中華民族のずっと格下の一個の諸侯国にすぎなかったことを知るべきだ。日本は中華民族のモラル水準に達していないから、今の状態にある。だから、"成長したら我々の直轄行政区 として認めよう"となるのだ。日本も中華民族の国土 (縄張り)だ。日本自身がそういう位置づけであり、 北海道も琉球も同じなのである」
[
9
]
```

```
「我々は表面的な(国際間の)法律に惑わされ過ぎている」
[
9
]
(琉球が中国領土というのは現在の国際法では根拠のない話ではないかという指摘に対して。)
```

## 事業活動
2016年4月18日には趙東は、亜洲電視の破綻直前の経営危機の際に投資家としても名乗りを上げており、日本でのエレクトロニクス事業での資金があったと述べている。
中華民族琉球特別自治区準備委員会は傘下に琉球集団という法人を持ち「深圳市琉球文化コミュニケーション有限公司」、「深圳市勝三一テクノロジー」、「深圳市建伍通投資株式会社」、「深圳市春天的故事文化コミュニケーション有限公司」がある。 琉球集団は「琉球商城」という通販サイトを運営し、トップページには、携帯ケースが掲載され「日米両国政府は『カイロ宣言』と『ポツダム宣言』を厳格に守れ」というメッセージが書かれていた。

## 台湾と沖縄の反社会的組織との接触
台湾の暴力団である竹聯幇、ならびに台湾で過激な政治活動を行う中華統一促進党の張安楽と接触をした。また、琉球新報2015年10月29日付けによると、中華統一促進党幹部は中旬に、沖縄県を訪問して指定暴力団・旭琉会メンバーと会っている。
また、自由時報の報道によれば沖縄の暴力団と協力し沖縄での活動を行っているという。